# Calolampra irrorata
Calolampra irrorata es una especie de cucaracha del género Calolampra, familia Blaberidae.

## Distribución
Esta especie se encuentra en Australia.